# معاهدة عدم الاعتداء البولندية السوفيتية
ميثاق عدم الاعتداء البولندي السوفييتي (بالبولندية: Polsko-radziecki pakt o nieagresji وبالروسية: Договор о ненападении между СССР и Польшей) كانت اتفاقية عدم اعتداء وقعت في عام 1932 من قبل ممثلي بولندا والاتحاد السوفيتي. خرق الاتحاد السوفييتي الاتفاق من جانب واحد في 17 سبتمبر 1939، أثناء الغزو السوفييتي لبولندا.

## خلفية
بعد الحرب البولندية السوفيتية، اتبعت السلطات البولندية سياسة "المسافة المتساوية" بين ألمانيا والاتحاد السوفيتي. اعتقد معظم الساسة البولنديين، من اليسار واليمين على حد سواء، أن بولندا يجب أن تعتمد في المقام الأول على التحالف العسكري الفرنسي البولندي الحاسم، والذي يعود تاريخه إلى الحرب العالمية الأولى، وألا تدعم ألمانيا أو الاتحاد السوفييتي.
لتطبيع الاتصالات الثنائية مع الاتحاد السوفييتي، بدأت المحادثات في يناير/كانون الثاني 1926 لإعداد معاهدة عدم اعتداء لتعزيز الحدود التي أنشئت بموجب معاهدة ريغا والتي كان من المقرر أن يتم موازنتها باتفاقية مماثلة يتم توقيعها مع ألمانيا. ولكن المحادثات مع ألمانيا لم تبدأ، وتوقفت المحادثات البولندية السوفييتية في يونيو/حزيران 1927، عندما قطعت بريطانيا العلاقات الدبلوماسية مع الاتحاد السوفييتي، وقُتل المفوض السوفييتي بيوتر فويكوف في وارسو. وبدلاً من ذلك، تقدمت بولندا بطلب إلى ميثاق كيلوغ برييان لعام 1928.
استؤنفت المفاوضات البولندية السوفيتية في موسكو عام 1931. تم توقيع المعاهدة في 25 يوليو 1932، وظلت سارية المفعول لمدة ثلاث سنوات. تم تبادل التصديقات في وارسو في 23 ديسمبر 1932، ودخلت الاتفاقية حيز التنفيذ في نفس اليوم. وقد تم تسجيلها في سلسلة معاهدات عصبة الأمم في 9 يناير 1933.
وفي 5 مايو 1934، تم تمديدها إلى 31 ديسمبر 1945 دون تعديل.

## البنود
واتفق الجانبان على نبذ العنف في العلاقات الثنائية، وحل مشاكلهما من خلال المفاوضات، والتخلي عن أي صراع مسلح أو تحالفات تستهدف الجانب الآخر.

## العواقب
تم خرق الاتفاق من قبل السوفييت في 17 سبتمبر 1939، عندما قام السوفييت والألمان بغزو بولندا بشكل مشترك، وفقًا للبروتوكولات السرية لاتفاق مولوتوف-ريبنتروب.
اعتبرت الاتفاقية في ذلك الوقت بمثابة نجاح كبير للدبلوماسية البولندية، التي ضعفت إلى حد كبير بسبب الحرب التجارية مع ألمانيا، والتخلي عن أجزاء من معاهدة فرساي، وتراجع العلاقات مع فرنسا. وعززت الاتفاقية أيضًا الموقف التفاوضي البولندي مع ألمانيا، مما أدى في النهاية إلى توقيع إعلان عدم الاعتداء الألماني البولندي في عام 1934 بعد 18 شهرًا.

## روابط خارجية
- نص معاهدة عدم الاعتداء السوفيتية البولندية